# Zora Rux
Zora Rux (* 1988) ist eine deutsche Filmemacherin. Nach einigen beachteten Kurzfilmen hatte ihr Langfilm-Debüt Ich Ich Ich seine Premiere 2021 beim Zurich Film Festival.

## Werdegang
Rux studierte ab 2011 Regie an der Deutschen Film- und Fernsehakademie Berlin. 2015 erhielt sie ein Stipendium an der Columbia University in New York. In Geschützter Raum (2014), einem ihrer ersten Kurzfilme, thematisierte sie die Rechte von Flüchtlingen. Der Film lief auf über 100 Filmfestivals in der ganzen Welt und gewann zahlreiche Preise, u. a. den Hauptpreis beim Festival im Stadthafen. Ihr Kurzfilm What happens in your brain if you see a german word like…? (2015) gewann den Kurzfilmpreis Short Tiger des Filmförderungsanstalt.
Neben ihrem Studium arbeitete sie bereits als Casting Director für Roy Anderssons Film Eine Taube sitzt auf einem Zweig und denkt über das Leben nach (2014) und Dietrich Brüggemanns Film Heil (2015). 2021 lief ihr erster Langfilm Ich Ich Ich auf verschiedenen Filmfestivals, u. a. Zürich, Taipeh und São Paulo. 2022 erhielt der Film eine Einladung zum Filmfestival Max Ophüls Preis, wo er im Wettbewerb Spielfilm konkurrierte.

## Filmografie
- 2014: Geschützter Raum (Kurzfilm)
- 2015: What happens in your brain if you see a german word like…? (Kurzfilm)
- 2021: Ich Ich Ich

## Auszeichnungen
- 2023: Stipendium der Villa Kamogawa, Kyoto[4]